# Treues Herz
Treues Herz (auch: Herzenstreue) ist der deutsche Titel des französischen Stummfilm-Melodrams Cœur fidèle, das Jean Epstein 1923 für Pathé nach einem Drehbuch realisierte, das er zusammen mit seiner Schwester Marie Epstein verfasst hatte. Es erzählt die Geschichte einer unglücklichen Liebe im alten Hafen von Marseille.

## Handlung
Marie war als Waisenkind vom Wirtsehepaar einer Kneipe im Hafenviertel von Marseille adoptiert worden und wird seither von ihm als Bedienung ausgenutzt. Sie wird von Kleinpaul begehrt, einem arbeitsscheuen, dem Alkohol verfallenen Rohling, doch ihr Herz gehört im Geheimen dem Dockarbeiter Jean, mit dem sie sich gelegentlich trifft, um von einem besseren Leben zu träumen.
Als Jean Marie einen Heiratsantrag machen und deswegen mit den Wirtsleuten verhandeln will, wird er von Kleinpaul und seinen Kumpanen bedroht, bis er das Lokal verlässt.
Unter Zwang muss Marie mit Kleinpaul weggehen, doch Jean folgt ihnen auf einen Rummelplatz, wo es zwischen den beiden Männern zum Kampf kommt. Dabei wird ein Polizist, der dazwischen gehen will, erstochen. Während Kleinpaul sich davonmachen kann, wird Jean verhaftet und muss ins Gefängnis.
Nach einem Jahr findet Jean Marie wieder. Sie hat ein krankes Kind und lebt mit Kleinpaul zusammen, der ihr sauer verdientes Geld vertrinkt. Jean in seiner Herzenstreue versucht, Marie zu helfen, wo er kann, unterstützt durch eine verkrüppelte Frau aus der Nachbarschaft. Kleinpaul aber, durch den Klatsch der Nachbarn darüber informiert, dass Jean „seine“ Marie weiterhin trifft, lässt es, nachdem er im Suff bereits die Flaschen mit der teueren Medizin zerschlagen und dadurch beinahe das Leben des Kindes gefährdet hat, noch einmal auf eine gewalttätige Konfrontation ankommen, dieses Mal aber bewaffnet mit einem Browning. In dem folgenden Kampf gelingt es der verkrüppelten Nachbarin, der Waffe, die Jean Kleinpaul entrungen hat, habhaft zu werden: in höchster Not erschießt sie Kleinpaul damit. Tot sinkt er auf die Wiege mit dem Kinde nieder.
In einem Epilog auf dem Rummelplatz sieht man Jean und Marie schließlich, wie sie nunmehr zwar frei sind, sich zu lieben, doch ihre Gesichter verraten dem Betrachter, dass die Erfahrungen, welche die beiden machen mussten, sie fürs Leben gezeichnet haben.

## Hintergrund
Der Film entstand zwischen Mai und Juni 1923. An den Kameras standen Léon Donnot, Paul Guichard und Henri Stuckert. Außenaufnahmen fanden im alten Hafen von Marseille und in dem kleinen Ort Manosque statt. Innenszenen wurden im Studio des Vignerons in Vincennes aufgenommen.
Produziert wurde der Film durch das Pathé Consortium Cinéma, das auch den Verleih in Frankreich übernahm.

## Rezeption
Cœur fidèle, am 23. November 1923 in Paris uraufgeführt, wurde kein Publikumserfolg. Bereits drei Tage nach der Erstaufführung erzwangen Zuschauerproteste den Abbruch der Vorstellungen. Als der Film im folgenden Jahr erneut gezeigt werden sollte, blieben immer mehr Zuschauer weg.
Bei den Kritikern und den anderen Filmmachern jedoch erregte Cœur fidèle größte Aufmerksamkeit. Georges Sadoul nannte den Film eine Sensation und Epsteins besten Film, denn er berühre uns noch heute durch seine Ehrlichkeit im Alltäglichen.
Auch René Clair schrieb begeistert, dass man Cœur fidèle sehen müsse, um die Ursprünge des heutigen Kinos erkennen zu können
„Ein Musterbeispiel für diese Art Film impressionistischer Schule ist Epsteins COEUR FIDELE, der die gesamte Bandbreite an Merkmalen dieser Stilrichtung aufweist, z. B. die bewusste Unschärfe in einer Szene zu Beginn, wenn Marie vor Paul (und der Kamera) zurückweicht und dabei immer unschärfer wird, während Paul sich im Gegenschnitt auf die Kamera zubewegt. Vor allem kommen Doppelbelichtungen vor, insbesondere in melancholischen Momenten, wenn Marie und Jean ein paar Momente des Glücks genießen oder wenn Jean an sie denkt: Hier verschwimmen mal ihre Körper, mal ihre Gesichter (viele Großaufnahmen!) sekundenlang mit dem ruhigen Wasser des Hafenbeckens, was eine Stimmung von Frieden oder Sehnsucht (je nachdem wie man es deutet…) erzeugt. Ein weiteres Merkmal des impressionistischen Films ist die subjektive Kamera. Auch dafür gibt es viele Beispiele in COEUR FIDELE, z. B. der Blick Maries in einen Spiegel oder ihr Blick ins Leere am Anfang des Films. Auch Verzerrungen kommen vor, z. B. in Szenen von Betrunkenheit. Ein deutliches Stilmittel ist die schnelle Montage. Vor allem in den Szenen auf dem Rummelplatz finden beschleunigte Schnitte aus den unterschiedlichsten Perspektiven statt, die das Leben auf dem Jahrmarkt einfangen.“ (André Stratmann)
Besonderes Aufsehen erregte die geschwindigkeits-berauschte Szene auf dem Rummelplatz, für die Epstein, wie in seinem Kino-Manifest Bonjour Cinéma angekündigt, die Kamera auf einem Karussell mitfahren ließ: „Der Rummelplatz wird schrittweise undeutlicher. Durch die Zentrifugenwirkung wird das Drama visuell außerordentlich verstärkt – dank der ,photo-genischen‘ Qualitäten des Schwindels und des Wirbels.“
Der Filmkritiker Jerzy Toeplitz schrieb über Epstein: „Für Epstein ist die virtuose filmische Technik nicht Selbstzweck, um den Zuschauer damit zu bluffen, sondern er strebte mit ihrer Hilfe nach einer möglichst großen psychologischen Präzision in der Wiedergabe der Ereignisse und Charaktere.“
In Deutschland wurde die Vorführung von Treues Herz nach mehrmaligem Anlauf auch noch nach Schnittauflagen und deren Erfüllung verboten, da, wie es in der Zensurentscheidung der Film-Oberprüfstelle Berlin No. 182 vom 22. April 1925 hieß, der „Gesamtinhalt des Bildstreifens derart herabziehend und auf das Gefühl des Beschauers abstumpfend wirke, dass von seiner Vorführung eine Verschlechterung des sittlichen Fühlens und Denkens zu besorgen sei“.
Nachdem Epstein am 3. April 1953 gestorben war, zeigte die Cinémathèque Francaise in einer Retrospektive am Sonntag, den 24. Juli 1955 Cœur fidèle mit Klavierbegleitung; der Schriftsteller Peter Weiss besuchte die Vorstellung.
Der Film kam im Jahre 2007 bei Pathé Classique auf DVD heraus.